# 춘추결옥
춘추결옥(春秋決獄), 또는 경의결옥(経議決獄)은 고대 중국의 재판 기준의 하나이다. 전한(前漢) 중기의 동중서(董仲舒)가 제창한 것으로 공자(孔子)가 정리한 유학사상을 중심으로 하는 육경(六経)의 기재에 근거를 두고 범죄자를 심판하고 처벌하는 결정을 말한다.
법령 체계에 규정이 존재하지 않는 경우 사법관은 유학 사상에 따라 판결을 내렸는데, 유학 사상을 법률체계의 위에 둔 것이다. 범죄의 동기가 유학사상에 부합하는 경우 가벼운 처벌을 내리거나 또는 죄를 사면해 주는가 하면, 범죄의 동기가 유학 사상에 어긋나는 것으로 판결될 경우 결과가 어떻든 상관없이 중죄로 처벌하는 경우도 있었다. 때문에 사법관이 임의로 단죄를 내릴 수 있게 되는 등 폐해도 적지 않았다.
당대(唐代)인 영휘(永徽) 3년(652년)에 《당률소의》(唐律疏義)의 편찬과 함께 율령제가 확립되고, 한대로부터 이어져 온 춘추결의는 폐지되었다.